# 2-й Донський козачий полк
2-й Донський козачий полк (рос. 2-й Донской казачий полк) — військова частина донських козаків у війську Третього Рейху періоду Другої світової війни.

## Історія
Створений у січні 1943 в місті Шахти у підпорядкуванні штабу Війська Донського з 300 козаків. Командиром став під-осавул Тимофій Доманов, котрий командував з грудня 1942 сотнею козаків станиці Каменська. При відступі разом з частинами Вермахту був розбитий біля Запоріжжя. Залишки полку увійшли до загону С. В. Павлова, з якого утворили Козачий Стан.